# Hector McNeil
Hector McNeil, PC (abweichende Namensschreibweise: Hector McNeill; * 10. März 1907 in Garelochhead, Argyll and Bute, Dunbartonshire, Schottland; † 11. Oktober 1955 in New York City) war ein britischer Gewerkschaftsfunktionär und Politiker der Labour Party, der unter anderem von 1941 bis zu seinem Tod 1955 Abgeordneter des Unterhauses (House of Commons) und im Kabinett Attlee II zwischen 1950 und 1951 als Minister für Schottland (Secretary of State for Scotland) fungierte.

## Leben
Hector McNeil absolvierte nach dem Besuch der Woodside School ein Studium der Ingenieurwissenschaften an der University of Glasgow und war daraufhin als Ingenieur und Journalist tätig. Er begann sein politisches Engagement für die Labour Party Ende der 1920er Jahre und kandidierte bei den Unterhauswahlen am 30. Mai 1929 und am 27. Oktober 1931 im Wahlkreis Galloway sowie bei der Unterhauswahl am 14. November 1935 im Wahlkreis Glasgow Kelvingrove jeweils ohne Erfolg für ein Mandat im Unterhaus. Zwischenzeitlich war er von 1932 bis 1938 Mitglied des Stadtrates (Town Council) von Glasgow und fungierte zeitweise auch als Vorsitzender des Glasgow Trades Council, des Gewerkschaftsverbandes der Stadt. Nachdem Ian Macpherson am 14. Januar 1936 zum 1. Baron Strathcarron erhoben wurde und aus dem Unterhaus ausschied, kandidierte er bei der dadurch notwendigen Nachwahl (By-election) im Wahlkreis Ross and Cromarty. Er unterlag dort allerdings dem Sohn des früheren Premierministers Ramsay MacDonald, Malcolm MacDonald, der für die National Labour Organisation kandidierte.
Nachdem Robert Gibson zum Richter und Vorsitzenden am Schottischen Landgericht (Scottish Land Court) ernannt worden war und aus dem Unterhaus ausschied, wurde Hector McNeil bei der nunmehrigen Nachwahl im Wahlkreis Greenock am 10. Juli 1941 erstmals Abgeordneter des Unterhauses (House of Commons) und bei den darauf folgenden regulären Wahlen am 5. Juli 1945, 23. Februar 1950, 25. Oktober 1951 und 26. Mai 1955 jeweils wiedergewählt. Während des Zweiten Weltkrieges war er zwischen 1942 und 1945 Parlamentarischer Privatsekretär eines Ministers der Kriegsregierung Churchill.
Nach dem Wahlsieg der Labour Party bei der Unterhauswahl am 5. Juli 1945 war Hector McNeil zwischen dem 4. August 1945 und dem 4. Oktober 1946 zunächst Parlamentarischer Staatssekretär im Außenministerium (Parliamentary Under-Secretary of State for Foreign Affairs) sowie daraufhin vom 4. Oktober 1946 bis zum Ende der Amtszeit des ersten Kabinetts Attlee am 23. Februar 1950 Staatsminister im Außenministerium (Minister of State for Foreign Affairs). Während dieser Zeit wurde er am 7. Oktober 1946 Mitglied des Privy Council (PC), ein politisches Beratungsgremium des britischen Monarchen. Er fungierte 1947 als Vizepräsident der Generalversammlung der Vereinten Nationen sowie 1948 als Leiter der britischen Delegation bei der UN-Wirtschaftskommission für Europa. 
Am 23. Februar 1950 übernahm Hector McNeil im Kabinett Attlee II den Posten als Minister für Schottland (Secretary of State for Scotland) und bekleidete dieses Ministeramt bis zum Ende der Amtszeit des Kabinetts am 26. Oktober 1951. Nach seinem Ausscheiden aus der Regierung wurde er 1952 zum Mitglied des Hauptbeirates der British Broadcasting Corporation (BBC). Wenige Monate nach seiner Wiederwahl bei der Unterhauswahl am 26. Mai 1955 verstarb er am 11. Oktober 1955. Bei der dadurch erforderlichen Nachwahl am 8. Dezember 1955 wurde sein Parteifreund Dickson Mabon zum neuen Abgeordneten für den Wahlkreis Greenock gewählt. Aus seiner 1939 geschlossenen Ehe mit Sheila Craig, Tochter von Dr. James Craig, ging ein Sohn hervor.